# Łupek chlorytowy
Łupek chlorytowy – skała metamorficzna powstała w wyniku przeobrażenia łupka ilastego bądź mułowca w warunkach niskich temperatur (200–400 °C) i niezbyt wysokich ciśnień (facja zieleńcowa lub bardzo niski i niski stopień metamorfizmu według Winklera).
Właściwości łupków chlorytowych  pochodzą od dominujących składników jakimi są: kwarc, chloryt, serycyt, czasami skaleń (najczęściej albit).
- Struktura:  drobnoziarnista i drobnoblaszkowata, czyli granolepidoblastyczna.
- Tekstura:  łupkowa, wyraźnie zaznaczona, przy uderzeniu dzielą się na cienkie płytki; najczęściej wyraźna foliacja oraz laminacja.
- Skład: kwarc, chloryt, serycyt i dodatkowe minerały, jak muskowit, skaleń, epidot, czasami amfibol (aktynolit). W składzie dominuje kwarc i chloryt wraz z innymi łyszczykami.
- Barwa:  zielonkawo-szara, zielona, ciemnozielona.
- Twardość:  niezbyt twarde, twardość zależy od zawartości kwarcu (twardość w skali Mohsa: 7).

Miejsca występowania: w Polsce – Góry Kaczawskie, Karkonosze, Rudawy Janowickie, Góry Bystrzyckie, Góry Złote, Góry Bialskie, Masyw Śnieżnika, Góry Opawskie.